# Президентские выборы в Алжире (1995)
Президентские выборы прошли в Алжире 16 ноября 1995 года в разгар гражданской войны в Алжире. Результатом стала победа Ламина Зеруаль, главы Высшего Государственного совета в то время, которая получила 61% голосов. Вооруженная исламская группа Алжира угрожали убить всех, кто голосовал, с лозунгом «один голос, одна пуля», но официальная явка избирателей составила 74,9%.

## Кандидаты
- Ламин Зеруаль — беспартийный.
- Махфуд Нана — кандидат от исламисткого движения за Общество мира.
- Саид Сади — кандидат от светского объединения за культуру и демократию.
- Нуреддин Букру — кандидат от Демократической партии алжирского обновления.

## Результаты
Результаты президентских выборов в Алжире 16 ноября 1995 года
| Кандидат — Партия       | Кандидат — Партия                                | Голоса     | %    |
| ----------------------- | ------------------------------------------------ | ---------- | ---- |
|                         | Ламин Зеруаль — беспартийный                     | 7 088 618  | 61,0 |
|                         | Махфуд Нана — Движение за общество мира          | 2 971 974  | 25,6 |
|                         | Саид Сади — Объединение за культуру и демократию | 1,115,796  | 9,6  |
|                         | Нурредин Букру — Партия алжирского обновления    | 443 144    | 3,8  |
|                         | Недействительных бюллетеней                      | 345,748    | —    |
| Всего (явка 74,9%)      | Всего (явка 74,9%)                               | 11 965 280 |      |
| Источник: Nohlen et al. |                                                  |            |      |

## Наблюдатели
Делегации наблюдателей прибыли из Лиги арабских государств, Африканского союза и Организации Объединенных Наций и не сообщили о серьезных нарушениях.  Явка была высокой, несмотря на то, что три крупнейшие партии на предыдущих выборах (Исламский фронт спасения, Фронт национального освобождения и Фронт Социалистических Сил) призывали к бойкоту.